# Wallace Wolf
Wallace „Wally“ Perry Wolf junior (* 2. Oktober 1930 in Los Angeles; † 12. März 1997 in Santa Ynez) war ein Schwimmer und Wasserballspieler aus den Vereinigten Staaten. Er war Staffelolympiasieger 1948 im Schwimmen und 1955 Silbermedaillengewinner im Wasserball bei den Panamerikanischen Spielen.

## Karriere
Bei den Olympischen Spielen 1948 in London qualifizierte sich die 4-mal-200-Meter-Staffel aus den Vereinigten Staaten in der Besetzung Bob Gibe, William Dudley, Edwin Gilbert und Eugene R. Rogers als zweitschnellste Staffel hinter den Ungarn für das Finale. Im Staffelfinale traten vier Schwimmer an, die im Vorlauf nicht dabei gewesen waren. Walter Ris, James McLane, Wallace Wolf und William Smith gewannen die Goldmedaille in der Weltrekordzeit von 8:46,0 Minuten mit 2,4 Sekunden Vorsprung vor den Ungarn und 22 Sekunden Vorsprung vor den drittplatzierten Franzosen. Die Schwimmer aus dem Vorlauf erhielten nach den bis in die 1980er Jahre gültigen Regeln keine Medaille.
Vier Jahre später bei den Olympischen Spielen 1952 in Helsinki qualifizierte sich die US-Staffel mit Wallace Wolf, Donald Sheff, Frank Dooley und Burwell Jones mit der hinter den Japanern zweitbesten Zeit für das Finale. Im Staffelfinale traten erneut vier andere Schwimmer an. Wayne Moore, William Woolsey, Ford Konno und James McLane gewannen die Goldmedaille in 8:31,1 Minuten mit zwei Sekunden Vorsprung vor den Japanern.
1955 trat Wallace Wolf als Mitglied der Wasserballnationalmannschaft bei den Panamerikanischen Spielen in Mexiko-Stadt an. Jede der fünf beteiligten Mannschaften trat zweimal gegen jede andere Mannschaft an. Die Mannschaft der Vereinigten Staaten gewann und verlor jeweils ein Spiel gegen Argentinien und Brasilien und erhielt am Ende die Silbermedaille hinter den Argentiniern und vor den Brasilianern.
Im Jahr darauf trat Wolf auch bei den Olympischen Spielen 1956 in Melbourne im Wasserball an. Das US-Team belegte in der Vorrunde den zweiten Platz hinter den Ungarn. In der Hauptrunde gelang dem Team nur noch ein Sieg, am Ende belegten die Amerikaner den fünften Platz. Vier Jahre später bei den Olympischen Spielen 1960 in Rom belegte die Mannschaft aus den Vereinigten Staaten in der Vorrunde erneut den zweiten Platz hinter den Ungarn. Mit einem dritten Platz in der Hauptrunde erreichte das US-Team die Platzierungsrunde um die Plätze 5 bis 8 und belegte am Ende den siebten Rang. Wolf erzielte fünf Tore in sieben Spielen.
Wallace Wolf schwamm während seines Studiums für die University of Southern California und danach für die US Navy. Nach seinem Ausscheiden aus der Navy spielte er für den Lynwood Swim Club. Er war später als Anwalt in Los Angeles tätig.